# Year's Work in Modern Language Studies
The Year's Work in Modern Language Studies (YWMLS) è una rivista di linguistica in lingua inglese che recensisce annualmente nuove pubblicazioni di spessore accademico riguardanti le lingue europee, la linguistica in generale, la letteratura e filmografia, fatta eccezione per studi in lingua inglese. L'Associazione americana di lingue moderne (MLA) definisce la rivista come la più completa rivista di recensione di studi accademici sulle lingue e le letterature europee e dell'America latina. Nel loro insieme i volumi annuali offrono una testimonianza ineguagliata delle tendenze degli studi accademici e rispettive critiche ed inoltre della variabilità della reputazione accademica delle opere letterarie e dei loro autori".

## Contenuti
YWMLS è divisa nelle seguenti parti principali:
1. Latin (medieval and modern)
2. Romance Languages
3. Celtic Languages
4. Germanic Languages
5. Slavonic Languages

Queste a loro volta sono suddivise nei rapporti riguardo alle singole lingue e periodi storici, quali ad esempio la letteratura francese dell'alto medioevo "Early Medieval French Literature" ovvero la letteratura francese del dopoguerra "French Literature 1945–1999". In totale vengono pubblicati annualmente circa 75 rapporti scritti da accademici tradizionalmente residenti soprattutto in Gran Bretagna, ma sempre più anche in tutta Europa e Nord America. I volumi vengono pubblicati solitamente due anni dopo l'anno di pubblicazione delle opere recensite.